# Steffen Justus
Steffen Justus (* 15. April 1982 in Jena) ist ein ehemaliger deutscher Triathlet. Er war Junioren-Europameister (2000), Dritter der Triathlon-Weltmeisterschaft U23 (2003), Triathlon-Vizeweltmeister (2010) und Deutscher Meister auf der Triathlon-Kurzdistanz (2010) und Sprintdistanz (2011, 2014).

## Werdegang
Steffen Justus ist der Sohn des Leichtathleten Klaus-Peter Justus (* 1951). Im Jahre 1993, als der Juniorcoss des Rennsteiglaufes seine Premiere feierte, erreichte er in seiner Altersklasse den zweiten Platz. Bis 1997 war er als Läufer aktiv und begann dann mit dem Triathlon-Sport. Seit 1998 war Justus Mitglied der deutschen Nationalmannschaft für Laufen sowie Triathlon und seit 2001 ausschließlich Triathlon.

### Junioren-Europameister Triathlon 2000
Im Juli 2000 wurde er in den Niederlanden Triathlon-Junioreneuropameister. Er wurde trainiert von Wolfgang Thiel und Dan Lorand. Steffen Justus war Mitglied im Verein Triathlonfreunde Saarlouis und startete vorwiegend bei Wettbewerben über die olympische Distanz (1,5 km Schwimmen, 40 km Radfahren und 10 km Laufen).
Im Oktober 2008 gewann der Stabsunteroffizier den München-Marathon sowie den München-Triathlon mit neuem Streckenrekord (4:12:03 Stunden). Im Oktober 2009 startete er beim Frankfurt-Marathon und konnte dort als bester deutscher Läufer seine persönliche Bestleistung aus dem Vorjahr auf 2:18:44 Stunden verbessern.

### Vizeweltmeister Triathlon 2010
Mit seinem dritten Rang beim siebten und letzten Rennen der Rennserie holte sich Justus im September 2010 hinter dem Spanier Javier Gómez in der Jahreswertung den Vizeweltmeistertitel auf der olympischen Distanz.
Justus startete seit 2011 für das EJOT Team TV Buschhütten, aber sein Erststartrecht (Heimatverein) war immer noch beim Verein „Triathlon-Freunde SaarLouis“. Er war Mitglied im B-Kader der Deutschen Triathlon Union. Justus wurde für die Saison 2011 von der Internationalen Triathlon Union (ITU) zum Mitglied der „Gold Group“ ernannt – die zehn besten Frauen und Männer der Vorjahre repräsentieren die ITU in der Öffentlichkeit und sicherten ihren nationalen Verbänden für jedes der sieben Rennen der ITU World Championship Series einen zusätzlichen Startplatz.

### Olympische Sommerspiele 2012
Steffen Justus war zusammen mit Jan Frodeno und Maik Petzold für einen Startplatz bei den Olympischen Spielen 2012 in London qualifiziert, wo er den 16. Rang belegte. In der Weltrangliste belegte er 2014 als zweitbester Deutscher hinter Gregor Buchholz (Rang 11) den 20. Rang. In der Weltrangliste 2015 belegte er wiederum als zweitbester Deutscher den 29. Rang.
Im zweijährigen Qualifikationszeitraum für einen Startplatz bei den Olympischen Sommerspielen 2016 erreichte Steffen Justus zwar mit Platz 31 die beste Platzierung der männlichen deutschen Athleten auf der ITU-Olympia-Qualifikationsliste, erfüllte aber nicht die von DTU und DOSB vereinbarten sportlichen Qualifikationskriterien und wurde nicht nominiert. Die Weltmeisterschafts-Rennserie 2016 beendete er als bester Deutscher auf dem 23. Rang und erklärte Ende des Jahres, nach dem Rennen am 10. Dezember 2016 (Ironman 70.3 Bahrain), seine Zeit als Profiathlet für beendet.
Im April 2017 wurde der damals 35-Jährige Deutscher Vizemeister auf der Duathlon-Kurzdistanz. Im Mai 2018 startete er im Supermarathon (73,9 km) beim GutsMuths-Rennsteiglauf.
Steffen Justus lebt in Saarbrücken. Seit 2017 ist Steffen Justus bei der Deutschen Triathlon Union (DTU) für die Sichtung der Talente verantwortlich und seit dem 1. Mai 2019 ist er als Trainer beim SCN Neubrandenburg tätig.

## Sportliche Erfolge
| Datum/Jahr    | Rang | Wettbewerb                                       | Austragungsort    | Zeit     | Bemerkung |
| ------------- | ---- | ------------------------------------------------ | ----------------- | -------- | --- |
| 10. Dez. 2016 | 2    | Ironman 70.3 Bahrain                             | Manama            | 03:42:26 | drittes Rennen der „Challenge Triple-Crown-Serie“ |
| 4. Sep. 2016  | 6    | ITU World Championship Series 2016               | Edmonton          | 00:52:15 | |
| 7. Aug. 2016  | 1    | Frankfurt-City-Triathlon                         | Frankfurt am Main | 01:55:23 | |
| 9. Apr. 2016  | 18   | ITU World Championship Series 2016               | Gold Coast        | 01:48:53 | |
| 12. März 2016 | 8    | ITU Triathlon World Cup                          | Mooloolaba        | 00:53:28 | |
| 6. Sep. 2014  | 1    | DTU Deutsche Meisterschaft Triathlon             | Hannover          |          | Deutscher Triathlon-Meister auf der Sprintdistanz beim Maschsee-Triathlon |
| 27. Apr. 2014 | 16   | ITU World Championship Series 2014               | Kapstadt          |          | |
| 22. Juni 2013 | 28   | Alpen-Triathlon                                  | Schliersee        | 01:49:14 | |
| 21. Apr. 2013 | 4    | ITU World Championship Series 2013               | San Diego         | 01:47:14 | |
| 7. Aug. 2012  | 16   | Olympische Sommerspiele 2012                     | London            |          | |
| 21. Juli 2012 | 3    | ITU World Championship Series 2012               | Hamburg           | 01:51:59 | |
| 6. Mai 2012   | 5    | Siegerland-Cup                                   | Buschhütten       | 01:42:10 | |
| 14. Apr. 2012 | 1    | ITU World Championship Series 2012               | Sydney            | 01:51:04 | Sieger beim Auftaktrennen |
| 28. Aug. 2011 | 1    | DTU Deutsche Meisterschaft Triathlon             | Grimma            | 00:55:23 | Deutscher Triathlon-Meister auf der Sprintdistanz (0,75 km Schwimmen, 20 km Radfahren und 5 km Laufen)                                                                                        |
| 21. Aug. 2011 | 3    | ITU Team Sprint World Championship               | Lausanne          |          | Dritter bei der Team-Weltmeisterschaft – zusammen mit Rebecca Robisch, Anja Dittmer und Maik Petzold                                                                                          |
| 20. Aug. 2011 | 26   | ITU Sprint World Championships                   | Lausanne          | 00:53:55 | Weltmeisterschaft auf der Sprintdistanz |
| 7. Aug. 2011  | 5    | ITU World Championship Series 2011               | London            |          | |
| 9. Apr. 2011  | 15   | ITU World Championship Series 2011               | Sydney            | 01:51:41 | |
| 18. Sep. 2010 | 1    | DTU Deutsche Meisterschaft Triathlon Kurzdistanz | Schliersee        | 01:59:54 | Deutscher Meister bei der Internationalen Deutschen Meisterschaft im Triathlon über die olympische Distanz (1,5 km Schwimmen, 40 km Radfahren und 10 km Laufen) im Rahmen des Alpen-Triathlon |
| 11. Sep. 2010 | 3    | ITU World Championship Series 2010               | Budapest          | 01:42:30 | |
| 4. Juli 2010  | 14   | ETU Triathlon European Championships             | Athlone           |          | Triathlon-Europameisterschaft in Irland auf der olympischen Kurzdistanz |
| 5. Juni 2010  | 5    | ITU World Championship Series 2010               | Madrid            | 01:53:39 | |
| 16. Aug. 2009 | 2    | ITU World Championship Series 2010               | London            | 01:41:58 | beim 6. Rennen der Saison |
| 26. Juli 2009 | 4    | ITU World Championship Series 2010               | Hamburg           | 01:44:21 | Als bester Deutscher belegt Steffen Justus beim 5. Rennen den vierten Rang. |
| 21. Juni 2009 | 9    | ITU World Championship Series 2010               | Washington, D.C.  |          | 3. Rennen |
| 31. März 2009 | 35   | ITU World Championship Series 2010               | Madrid            |          | 2. Rennen |
| 3. Mai 2009   | 5    | ITU World Championship Series 2010               | Tongyeong         |          | im ersten Rennen der Saison |
| 24. Aug. 2008 | 1    | ITU Triathlon Europacup                          | Weiswampach       | 01:54:31 | Sieger über die olympische Distanz |
| 17. Juni 2008 | 3    | CISM Military World Games                        | Otepää            |          | bei den Militärweltspielen (12. bis 17. Juni 2008) auf der olympischen Distanz |
| 2005          | 23   | ETU Triathlon European Championship U23          | Sofia             | 01:58:06 | bei der U23-Triathlon-Europameisterschaft |
| 6. Dez. 2003  | 3    | ITU Triathlon World Championship U23             | Queenstown        | 01:59:06 | Triathlon-Weltmeisterschaft Klasse U23 |
| 8. Juli 2000  | 1    | ETU Triathlon European Championship Junior Men   | Stein             | 00:59:05 | Junioreneuropameister |

| Datum/Jahr    | Rang | Wettbewerb                                      | Austragungsort | Zeit     | Bemerkung                                                                                           |
| ------------- | ---- | ----------------------------------------------- | -------------- | -------- | --------------------------------------------------------------------------------------------------- |
| 30. Apr. 2017 | 2    | DTU Deutsche Meisterschaft Duathlon Kurzdistanz | Alsdorf        | 01:48:37 | Deutscher Vizemeister Duathlon-Kurzdistanz beim Dachser-Duathlon – 30 Sekunden hinter Jonathan Zipf |

| Datum/Jahr    | Rang | Wettbewerb              | Austragungsort | Zeit     | Bemerkung                                            |
| ------------- | ---- | ----------------------- | -------------- | -------- | ---------------------------------------------------- |
| 27. Feb. 2011 | 3    | Aquathlon Indoor Vittel | Vittel         | 00:06:00 | Indoor-Aquathlon (0,25 km Schwimmen und 1 km Laufen) |

| Datum/Jahr    | Rang | Wettbewerb                              | Austragungsort    | Zeit     | Bemerkung                                               |
| ------------- | ---- | --------------------------------------- | ----------------- | -------- | ------------------------------------------------------- |
| 31. Dez. 2019 | 30   | Trierer Silvesterlauf                   | Trier             | 00:24:30 | 8 km                                                    |
| 29. Dez. 2019 | 4    | Sylvesterlauf Saarbrücken               | Saarbrücken       | 00:32:44 | 10 km                                                   |
| 31. Dez. 2011 | 4    | Sylvesterlauf Saarbrücken               | Saarbrücken       | 00:30:51 | über 10 km                                              |
| 13. Nov. 2011 | 1    | 23. Martinslauf Losheim                 | Losheim am See    | 00:31:55 | 10-km-Straßenlauf                                       |
| 7. Mai 2011   | 3    | Deutsche Leichtathletik-Meisterschaften | Essen             | 00:29:50 | Dritter über 10.000 Meter im Essener Sportpark Am Hallo |
| 25. Okt. 2009 | 24   | Frankfurt-Marathon                      | Frankfurt am Main | 02:18:44 | Bester Deutscher                                        |
| 4. Apr. 2009  | 2    | Deutsche Meisterschaft Halbmarathon     | Aichach           | 01:05:01 | Zweiter hinter Andre Pollmächer                         |
| 12. Okt. 2008 | 1    | München-Marathon                        | München           | 02:21:38 |                                                         |